# Szelidi-tó
Szelidi-tó är en sjö i Ungern.   Den ligger i provinsen Bács-Kiskun, i den centrala delen av landet, 100 km söder om huvudstaden Budapest. Szelidi-tó ligger 87 meter över havet.